# فوشان استیل
فوشان استیل (انگلیسی: Fushun Special Steel) شرکت فولاد چینی است، که در سال ۱۹۳۷ تأسیس شد.
فوشان استیل یک شرکت فولادسازی چینی مستقر در فوشون، استان لیائونینگ است. شرکت دولتی دونگبی اسپشیال استیل بزرگترین سهامدار این شرکت بود. بقیه سهام آن در بورس شانگهای عرضه می‌شود.
به گفته مقامات این شرکت، این شرکت فولادسازی، فولاد مورد نیاز برای ساخت ناو هواپیمابر چین را تأمین می‌کرد.